# Han Yu

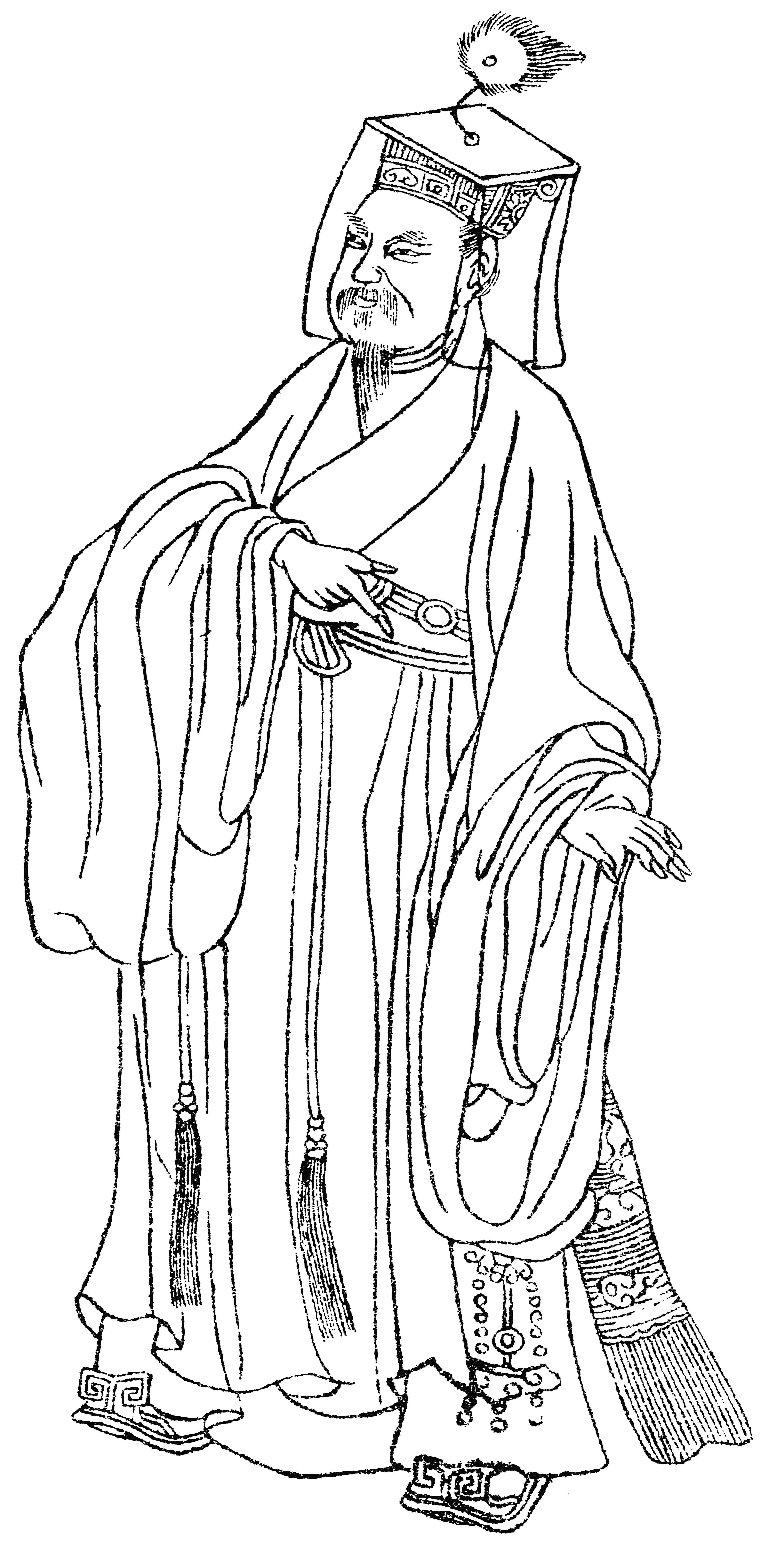

Han Yu (Nanyang, 768 - Chang'an, 824) is de voorloper en richtinggever van het neo-confucianisme en een belangrijk essayist en poëet in de Tang-dynastie. Zijn invloed op de Chinese literaire traditie wordt omschreven als van een vergelijkbare betekenis als Dante, Shakespeare of Goethe. Han Yu stond gekend als conservatief, voorstander van een sterk centraal bestuur in de politiek en orthodoxie in de cultuur. Hij zou in zijn proza enkel Sima Qian als zijn meerdere moeten erkennen, zou behoren tot de Acht grote meesters van Tang en Song in een lijst samengesteld door de geleerde Mao Kun (茅坤) uit de Ming-dynastie en wordt door de dichter Su Shi uit de Song-dynastie geprezen dat zijn proza "de literaire normen na 8 dynastieën van literaire tekortkomingen verhoogde".
In 792, bij zijn vierde poging, slaagde hij in het jinshi keizerlijk ambtenarenexamen. In zijn carrière in het Chinees ambtenarenapparaat wist hij zich meermaals op te werken tot machtige posities in het centrale bestuur, maar werd ook meermaals na conflicten verbannen naar buitenposten. Onder meer onder keizer Tang Xianzong werd hij verbannen, na zijn kritiek op de machtspositie van het boeddhisme in China, en de moeite die het hof nam om een vingerkootje van Boeddha naar China te halen. Han Yu schreef als reactie hierop  Over de relieken van de beenderen van de Boeddha.
Het was een vlijmscherpe aanval op een religie, die volgens Han Yu  gesticht was door een barbaar en de machtspositie die het nog steeds in China innam. Het riep de keizer op om als hij dan niet in staat is het boeddhisme te onderdrukken in ieder geval verdere beperkende maatregelen daartegen te nemen. De keizer beval aanvankelijk zijn executie, maar kon ervan overtuigd worden het vonnis om te zetten in een demotie en verbanning naar Chaozhou. Na de dood van de keizer en de opvolging door zijn zoon, keizer Muzong, werd hij terug aan het hof toegelaten.
Tot zijn meesterwerken rekent men zijn polemieken tegen het boeddhisme en het taoïsme en zijn steun voor het confucianisme, zijn werk over de oorsprong van Tao en zijn "Tekst voor de Krokodillen" (鱷魚文), waarin hij pleit voor de formele verbanning van krokodillen uit Chaozhou.
- Bibsys: 90519575
- Bibliothèque nationale de France: cb12071593b (data)
- CiNii: DA00225099
- Gemeinsame Normdatei: 118923722
- International Standard Name Identifier: 0000 0001 2146 8399
- Library of Congress Control Number: n81039864
- Nationale Bibliotheek van Letland: 000226996
- National Central Library: 1081392
- Bibliotheek van het Japanse parlement: 00315172
- Nationale Bibliotheek van Tsjechië: jx20140512001
- Nationale bibliotheek van Australië: 36604438
- Nationale Bibliotheek van Israël: 987007262330605171
- Nationale en Universitaire bibliotheek Zagreb: 000505122
- Nederlandse Thesaurus van Auteursnamen: 143385607
- Réseau des bibliothèques de Suisse occidentale: 02-A019074859
- LIBRIS: 216363
- Système universitaire de documentation: 119917696
- Trove: 1321400
- Virtual International Authority File: 108180753
- WorldCat: E39PBJpTYfdYtXXQ7MyWH8wXBP